# Sprachenkonvikt
Ein Sprachenkonvikt (lateinisch convictorium) ist eine kirchliche Einrichtung, in der die alten Sprachen Altgriechisch, Latein und Hebräisch unterrichtet werden. Voraussetzung zum Besuch ist in der Regel die allgemeine Hochschulreife (Abitur).
Es gibt auch Sprachenkonvikte für Gymnasiasten, die nach dem Abitur die Priesteramtslaufbahn anstreben. Hier ist der Bischof der betreffenden Diözese für die Finanzierung verantwortlich. Leiter ist stets ein Geistlicher, Regens bzw. Direktor genannt. Solche Konvikte wurden in der Vergangenheit meist in reguläre Schulen oder Internate umgewandelt. Einziges verbliebenes Sprachenkonvikt der katholischen Kirche in Deutschland ist das Ambrosianum Tübingen.

## Katholische Sprachenkonvikte im deutschsprachigen Raum
- Ambrosianum Tübingen, theologisch-propädeutisches Seminar der Diözese Rottenburg-Stuttgart
- Theologisches Vorseminar Ambrosianum in Ehingen, Spracheninstitut der Diözese Rottenburg-Stuttgart (1983–2009)
- Collegium Ambrosianum Stuttgart, Spätberufenenseminar, 1983 umgewandelt in ein Gymnasium

## Evangelische Sprachenkonvikte im deutschsprachigen Raum
- Sprachenkonvikt Halle (Saale), 1929–1997, heute Evangelisches Konvikt Halle der Evangelischen Kirche in Mitteldeutschland
- Sprachenkonvikt Berlin, ehemals theologische Ausbildungsstätte in Ost-Berlin (1950–1990/91),[1] heute Theologisches Konvikt Berlin der Evangelischen Kirche Berlin-Brandenburg-schlesische Oberlausitz
- Sprachenkonvikt Stuttgart der Württembergischen Landeskirche, 1998 aufgelöst